# ちば美彩
『ちば美彩』は、千葉テレビ放送で放送されているミニ番組である。前後番組の穴埋め番組として随時放送している。30分版である『Natural Beauty』・『ちば美彩3』（2011年9月開始）、及び2010年に放送開始した『ちば美彩2』・『ちばビューイング』がこれまでに放送されており、これらについて本稿で説明する。

## 概要
千葉県内の風景映像を、背景音楽と共に放送する。原則として、途中にCMは挟まない。いわゆるフィラーの一種である。ハイビジョン対応。
特に決まった放送時間はなく、前後番組に間がある場合に穴埋めとして放送される。番組時間枠は「1分版」「3分版」「5分版」「10分版」「15分版」「20分版」「25分版」「30分版（Natural Beauty、ちば美彩3）」と細かにバリエーションが存在する。1分版と30分版以外は、原則『ちば美彩2』又は『ちばビューイング』として放送している。
1分版は、番組中に『ちば美彩2』等のタイトルは表示されない。主にスポーツ中継後などに時間調整で放送されるものである。通常の平日（除金曜）21:55 - 22:00に5分版の『ちば美彩2』を放送しているが、『マリーンズナイター』放送日は中継が延長になった場合に備え、「3分版」（ちば美彩2）→CM（1分間）→「1分版」（タイトルなし）という構成をとり、仮に野球延長時は1分版のみ放送という場合がある。
同様のスタイルを持つ番組として、2000年代中盤頃まで同局にてミニ番組『ビデオ散歩』が放送されていた。また、2015年からは当番組と同様のコンセプトの『ちば点描』が放送を開始している。
また、テレビ埼玉においてもちば美彩とほぼ同様のコンセプトを持つ番組として『彩の国紀行』がある。更に30分枠の『四季　彩の国紀行』も存在し、Natural Beautyとほぼ同様の位置づけである。テレビ神奈川にも『神奈川の風景』という同様のコンセプトを持つ番組がある。他にも東名阪ネット6共同制作番組である『日本ふるさと百景』が当番組とコンセプトが近い（ただしこちらはナレーションがついていることが異なる）。

## 現在放送分
2016年現在は、『Natural Beauty』『ちば美彩3』『ちば美彩2』の放送頻度が高く、『ちば美彩』『ちばビューイング』はあまり放送されていない。

### Natural Beauty
30分版。「ちば滝Collection」、「古刹 名刹 ちば巡礼」、「Natural Beauty Calendar」のいずれかが放送されている。 それぞれ2パターンずつ用意されていて、チバテレホームページ等の番組表では1または2（正確には丸数字）と表記されている。
- ちば滝Collection
滝の映像ばかりを集めたバージョン。各滝が紹介された後に「到達難易度」として、星の数（最大6個）で現地までの行きやすさ（山道の険しさ等）を示し、星の数が多いほど難所が多い。ただし、滝によっては演習林等、一般人の立ち入りが禁止されている場所もある。使用されている曲は全てKelly Sweetのアルバム「We Are One」（日本盤）より。
- 古刹 名刹 ちば巡礼
寺社の映像ばかりを集めたバージョン。外観だけでなく、内部の彫刻や仏像の映像もある。
- Natural Beauty Calendar
1年を通じた千葉県の代表的な風景を放送し、30分で約半年分の風景を紹介する。場面が切り替わるときには「Natural Beauty Calendar ○月」と画面左上に表示され、場所と共にいつ頃に撮影された風景かが分かるようになっている。

2009年以降、30分単位の穴埋めは『おんナビ』や『ショップ・マニフィカ』が用いられるなど、チバテレ自体の番組ソフトが充実化した。他にも『仏像大好。』『温泉女子』等が穴埋めとして用いられている。そのため『Natural Beauty』の放送は減少している。『マリーンズナイター』等のスポーツ中継が中止の場合は、『ちば美彩2』に引き続き、『Natural Beauty』を放送することもある。

### ちば美彩3
2011年9月から放送。Natural Beauty同様30分版である。基本構成は「Natural Beauty Calendar」と同様だが、約2ヵ月分の千葉県の代表的な風景を放送する。チバテレホームページ等の番組表では「7月-8月」等と表記されている。

### ちば美彩2
2010年開始。当初はやはり2010年より開始された15分版に対して『ちば美彩2』の番組名が使用されていた。2016年現在、『ちば美彩』で放送されているのは、大方が『ちば美彩2』となっている。

### ちばビューイング
2010年6月頃より放送されるようになり、千葉県を地域（例：南房総エリア、九十九里エリア等）に区切り、その地域内の風景を紹介している。南房総エリアと九十九里エリアをつなげて25分番組にするケースもある。

### ちば美彩
2009年までは5分、10分、20分版として放送していた。基本的に、放送当日前後の季節に応じた映像となっていた。5分版なら、大体3 - 4箇所紹介される。2009年9月以降定期化した20分版では10分版の内容（季節に応じた映像）に加え、季節に左右されない町並みの映像（例：佐原の町並み、幕張新都心等）を加えた構成だった。
2009年8月頃まで20分版は極稀で選挙特番等の特別番組前後でしかなかったパターンだった。逆に10分版は2010年3月まではほぼ毎日18:20 - 18:30に放送していたが、月曜 - 木曜の同時刻に『We Can☆』、金曜の同時刻は『金曜かわら版』、土曜と日曜の同時刻はそれぞれ『熱血BO-SO TV』、『ちば美彩2』（第3日曜のみ『ジェフ魂12Returns』）を放送するため放送されなくなった。
10分版等が、『テレビ傍聴席』で本会議が中断・休憩の場合に放送されることがある。